# Динтикон
Динтикон (нем. Dintikon) — коммуна в Швейцарии, в кантоне Аргау.
Входит в состав округа Ленцбург.  Население составляет 1646 человек (на 31 декабря 2007 года). Официальный код  —  4194.